# Гармата 16"/50 Mark 2
Гармата калібру 16"/50 Mark 2 і майже ідентична Mark 3 гармати які розробили та побудували для ВМС США, як основне озброєння лінкорів класу Південна Дакота та лінійного крейсеру класу Лексінгтон. На свій час вони були найважчими гарматами, які побудували для військово-морської артилерії.
Будівництво цих двох класів кораблів, згідно з Вашингтонською морською угодою 1922, було скасовано, при цьому було побудовано 70 зразків гармат 16-inch/50. Двадцять було передано армії США у період з 1922 по 1924, для використання у корпусі берегової артилерії, інші було законсервовано на складі для використання в майбутньому. До 1940 року було встановлено лише десять з двадцяти гармат (у п'яти двогарматних баштах).
Коли в 1938 почали розробку лінкорів класу Айова, спочатку передбачалося, що вони будуть озброєні цими гарматами. Проте, через проблеми у співпраці між двома відомствами ВМС, які брали участь у розробці, кораблям знадобилися легші гармати ніж Mark 2/Mark 3, в результаті було розроблено 121 500 кг гармату 16"/50 Mark 7. У січні 1941 всі, крім трьох з п'ятнадцяти гармат Mark 2 та Mark 3, було передано армії. Вони стали головним озброєнням 21 двогарматної батареї які були побудовані в США та на її територіях під час Другої світової війни. Проте, жодна з них не стріляла.

## Розробка

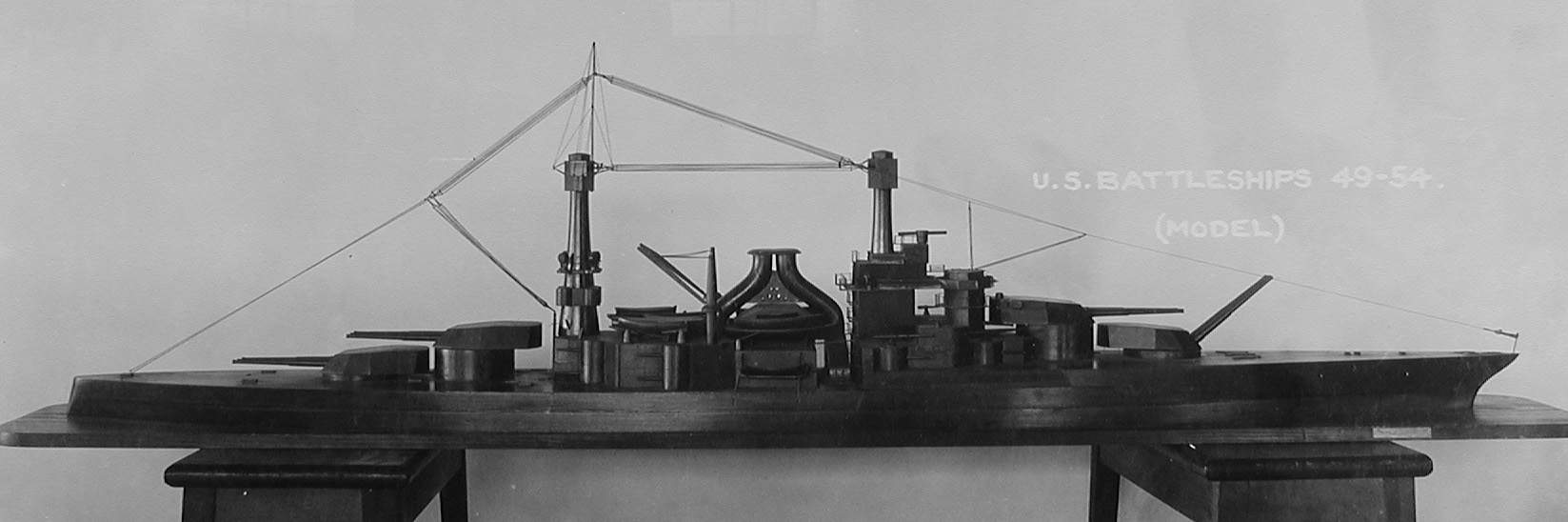
Модель лінкора класу Південна Дакота, з 12 гарматами 16"/50 Mark 2.

Першою 16-дюймовою гарматою стала армійська гармата, M1895, схвалена для виробництва в 1895 і завершена у 1902; було побудовано лише один екземпляр. Першим морським зразком 16-дюймової гармати стала гармата калібру 16-inch/45 Mark 1, якими було озброєно лінкори класу Колорадо спущені на воду в 1920–21. Наступну розробку ВМС, Mark 2, планували використовувати на лінкорах класу Південна Дакота, а також планували встановити на модифікований проєкт лінійних крейсерів класу Лексінгтон, для заміни гармат калібру 14-inch/50. Mark 3 стала дещо модифікованою версією гармати Mark 2.
Через участь США в Вашингтонській морській угоді, максимальною допустимою водотоннажністю стали 36000 тонн. Кораблі обох класів перевищували ці обмеження, ВМС скасувало будівництво в 1922. Хоча клас Лексінгтон було перетворено на авіаносці класу Лексінгтон, жоден з них не отримав гарматні батареї в барбетах. До скасування випуску 16-дюймових гармат Mark 2 та Mark 3 було побудовано 70 екземплярів, плюс прототип, Гармата No. 42. Двадцять гармат було передано армії в 1922 для заміни важчих та більш вартісних армійських гармат 16-inch M1919, з яких було встановлено лише сім. Гармати Mk2/Mk3, які залишилися були законсервовані для встановлення в майбутньому на кораблі. Через брак фінансування до 1940, у період з 1924 по 1940 рік було побудовано п'ять батарей по дві гармати Mk2/Mk3 у кожній для захисту гавані Перл-Гарбор, зони Панамського каналу (тихоокеанська сторона) та Сан-Франциско. В армії вони отримали позначення 16-inch морські гармати MkIIMI та MkIIIMI. Версію M1919 з барбетною установкою використовували для гармат M1919, які були встановлені на цих батареях, окрім форту Ф'юстон у Сан-Франциско, там батарея Девіса мала установку-прототип M2 та каземат. Використовуючи досвід застосування берегової артилерії під час Першої світової війни, особливо французьких 400 мм залізничних гаубиць Modèle 1916, всі барбетні установки 16-дюймових гармат мали кути підвищення у 65 градусів для ведення навісної стрільби по ворожих суднах.
У 1938 після підписання другої Лондонської морської угоди, водотоннажність лінкорів збільшилася до 45 000 тонн. Після цього ВМС США почали розробляти корабель який би мав таку водотоннажність, в результаті чого з'явилися лінкори класу Айова. Більший розмір дозволив встановити 16-дюймові гармати з довжиною ствола в 50-калібрів, більші ніж 16-дюймові/45 гармати Mark 6, які використовували на лінкорах класів Північна Кароліна та Південна Дакота. Під час будівництва лінкорів класу Айова, головне управління озброєнь ВМС США передбачало, що буде встановлено гармати Mark 2 та 3, але через проблеми у спілкуванні з головним управлінням будівництва та ремонту проєкт передбачав легші гармати. Тому замість гармат Mark 2 та 3 було розроблено гармату 16-inch/50 Mark 7. Гармати Mark 2 та 3 не були встановлені на жодне судно.

## Проєкт
Довжина ствола 16-дюймової гармати Mark 2 становила 50 калібрів, з вставкою, кожухом та сімома ободами. Mod 0 мав поворотну нарізку, яка зростала, а Mod 1 мала рівномірну нарізку і іншу схему канавок. Mark 3 була схожа на Mark 2, але мала однокрокову конічну внутрішню трубу. Mark 3 Mod 0 мав поворотну нарізку, яка зростала (як Mark 2 Mod 0), а Mark 3 Mod 1 мав рівномірну нарізку. На час скасування програми у 1922, було створено 71 гармату, в тому числі прототип, а у будівництві знаходилося 44 гармати.
Mark 3 Mod 1 було модифіковано і використано прототипом гармати 16-inch/50 Mark 7, яку встановили на лінкори класу Айова; вона отримала позначення Mark D Mod 0.

## Опис

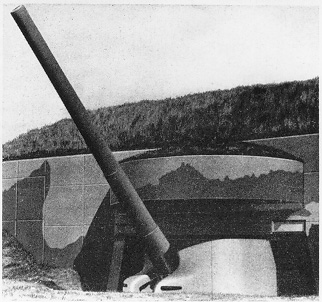
Казематна 16-дюймова гармата. Майже всі батареї до 1943 були казематними.

Ці гармати зі скріпленими стволами мали довжину 20,32 метри —50 разів по 16-дюймів (406 мм) або 50 калібрів від затвора до дула. Гармата Mark 3 з повним зарядом вагою 320 кг могла стріляти 960 кг бронебійними снарядами з дуловою швидкістю 850 м/с на ефективну відстань 40860 м. В армії використовували зменшений заряд пороху (305 кг у гарматі Mark 3 або 294 кг у гарматі Mark 12) і такий самий снаряд вагою у 960 кг з гарматою Mark 3 або снаряд вагою 1020 кг з гарматою Mark 12, при цьому дулова швидкість становила 840 м/с для гармати Mark 3 або 810 м/с для гармати Mark 12. Відстань армійської версії зазначалася у 41290 м, але не відомо який використовували снаряд та заряд.

## Служба
Через загрозу війни ВМС віддали приблизно 50 гармат, а 27 липня 1940, після падіння Франції, армійська Рада оборони гаваней рекомендувала побудувати двадцять сім 16-дюймових двогарматних батарей для захисту стратегічних пунктів на узбережжі США, для захисту від повітряних атак батареї повинні бути казематними. Барбетні установки від M2 до M5 пізніше використали у будівництві батарей. Як і попередні барбетні лафети M1919, ці також були розроблені для підвищення на кут у 65 градусів щоб можна було вести навісний вогонь по кораблям. У період з 1941 по 1944 було побудовано двадцять одну 16-дюймову батарею, але не всі вони були озброєні.
За цим планом гармати було встановлено для захисту затоки Наррагансетт, Род-Айленду; дві 16-дюймові гармати було встановлено на батареї Грей, у Форті Чьорч, Літтл-Комптон, також дві гармати було встановлено на батареї Гамільтон, Форт Грін, Поінт Джудіт, Наррагансетт. Будівництво другої батареї 16-дюймових гармат у форті Грін, батарея 109, було призупинено у 1943, гармати не встановлювалися. Ці батареї були встановлені таким чином щоб захищати не лише затоку Наррангасетт, але вони також перекривали головні канали які вели до затоки Баззардс і східний кінець Лонг-Айленду.
Наприкінці 1943 морського нападу на США стала мінімальною, тому будівництво і озброєння додаткових батарей 16-дюймовими гарматами було призупинено. Після встановлення 16-дюймових гармат та покращених 6-дюймових гармат, стару зброю було здано на металобрухт. Після закінчення війни в 1945, більшість берегових гармати, в тому числі і щойно встановлені 16-дюймові гармати, було здано на металобрухт до 1948.

## Зразки які збереглися
До 1950 всі гармати, окрім чотирьох, було передано на металобрухт. Збереглася гармата Mark 3 (Бетлгем стіл No. 138) на Абердинському випробувальному полігоні, Абердин, 39°29′22.9″ пн. ш. 76°08′21.6″ зх. д. / 39.489694° пн. ш. 76.139333° зх. д.. Інша гармата Mark 2 (Naval Gun Factory No. 111) збереглася на колишньому Naval Gun Factory на військово-морській верфі Вашингтону, є частиною колекції Військово-морського історичного центру. Дві гармати Mark 2 (Nos. 96 та 100) збереглися у Далгренський підрозділ Військово-морському центрі озброєнь надводних кораблів, Далгрен, штат Вірджинія. Проєкт висотних досліджень використовував 16-дюймові стволи, Mark II, Mod 1 для дослідження снарядів на великій висоті. Два стволи можна побачити на закинутому дослідницькому майданчику проєкту висотних досліджень на Барбадосі, на східному кінці міжнародного аеропорту Грентлі Адамса. Інша гармата проєкту висотних досліджень, створена з двох 16-дюймових стволів, знаходиться на випробувальному майданчику у Юмі, Аризона.

## Галерея

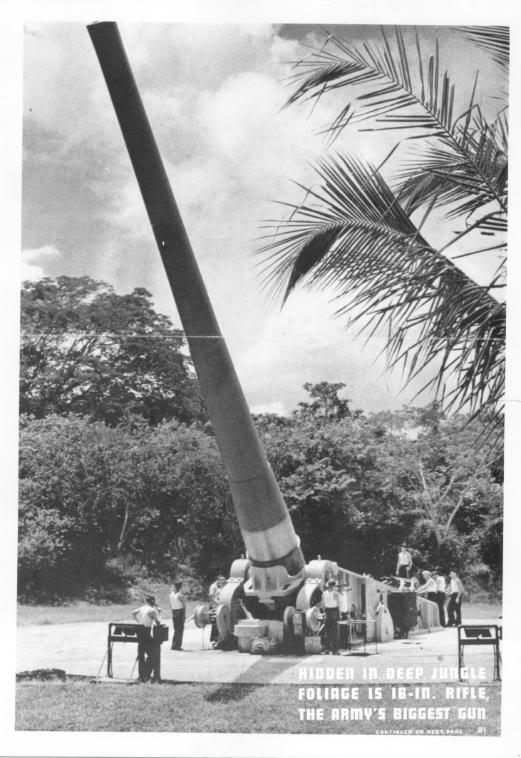
Морська 16-дюймова гармата MkIIMI на барбетній установці M1919, форт Кобб, зона Панамського каналу
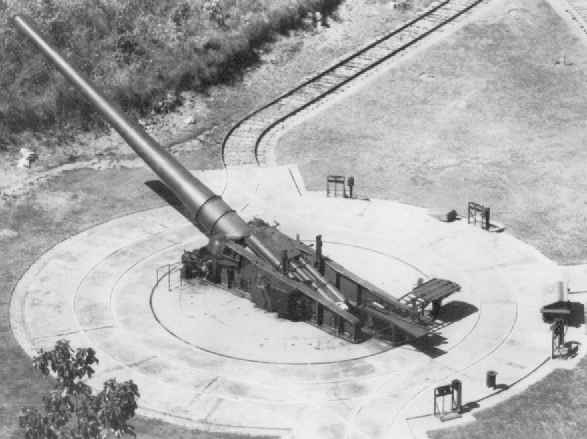
Вид з висоти пташиного польоту на морську 16-дюймову гармату MkIIMI на барбетній установці M1919, форт Кобб, зона Панамського каналу
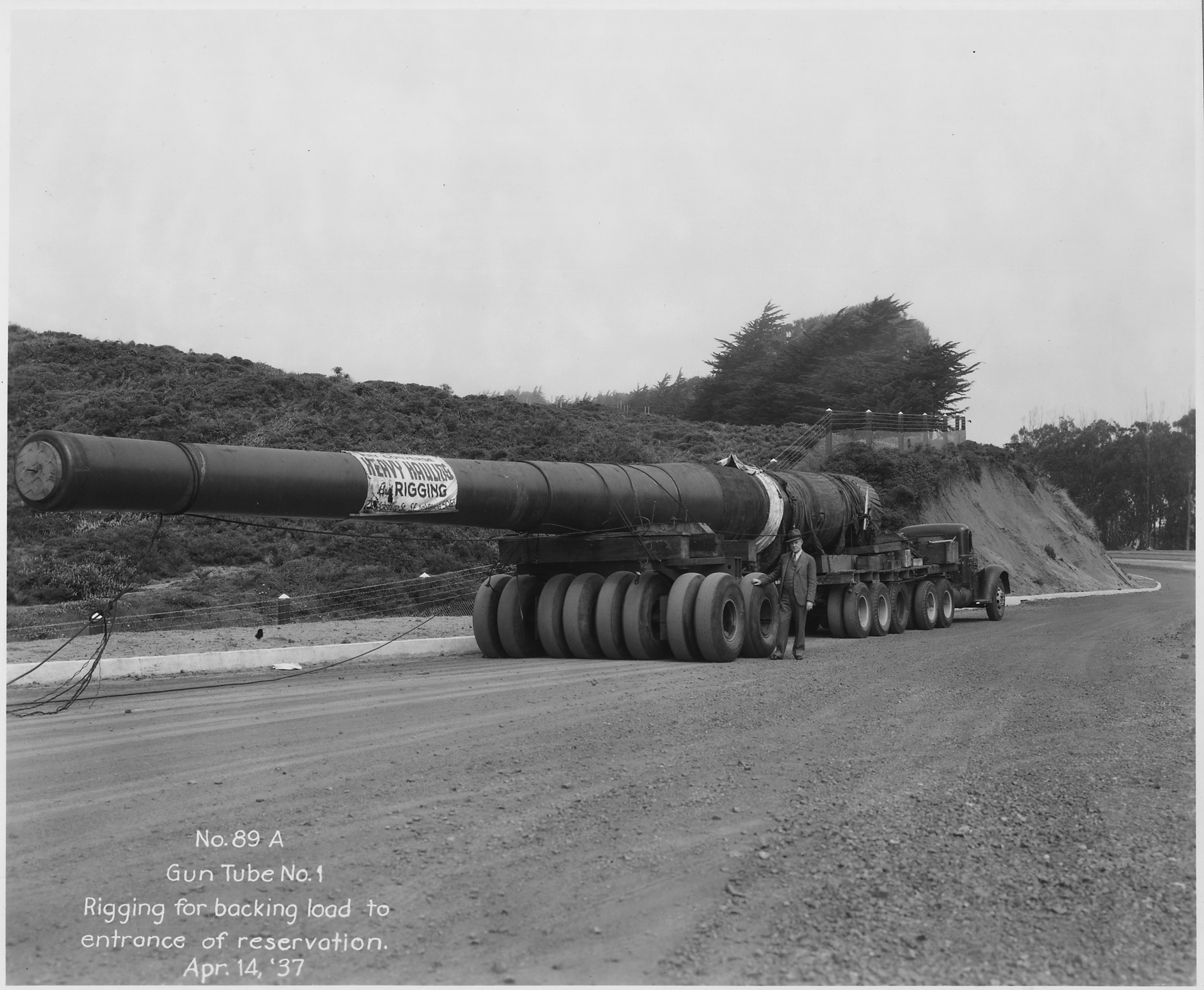
16-дюймова гармата на дорозі до форту Фунстон, Сан-Франциско
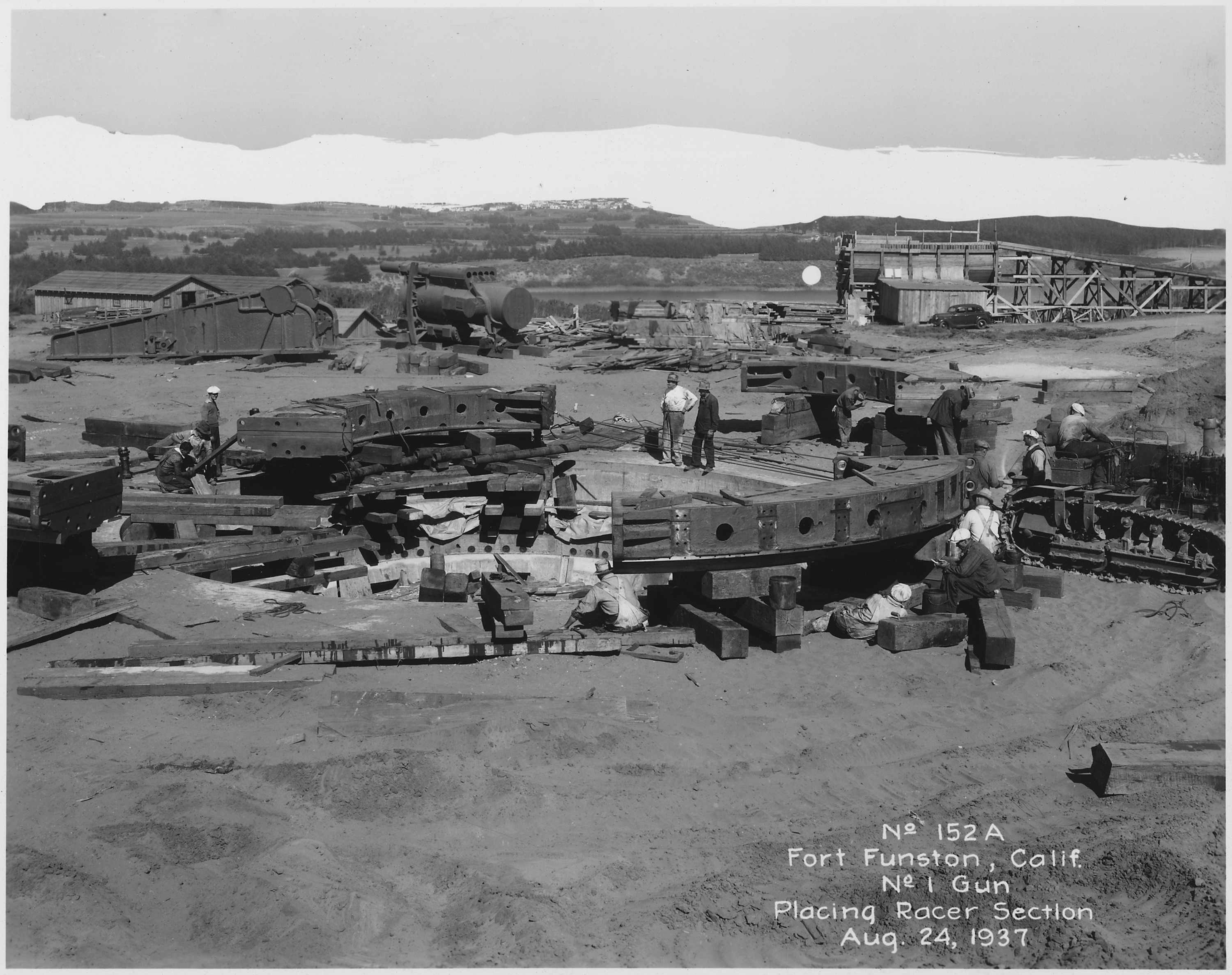
Збірка гарматного лафету 16-дюймової гармати M2 у форті Фунстон
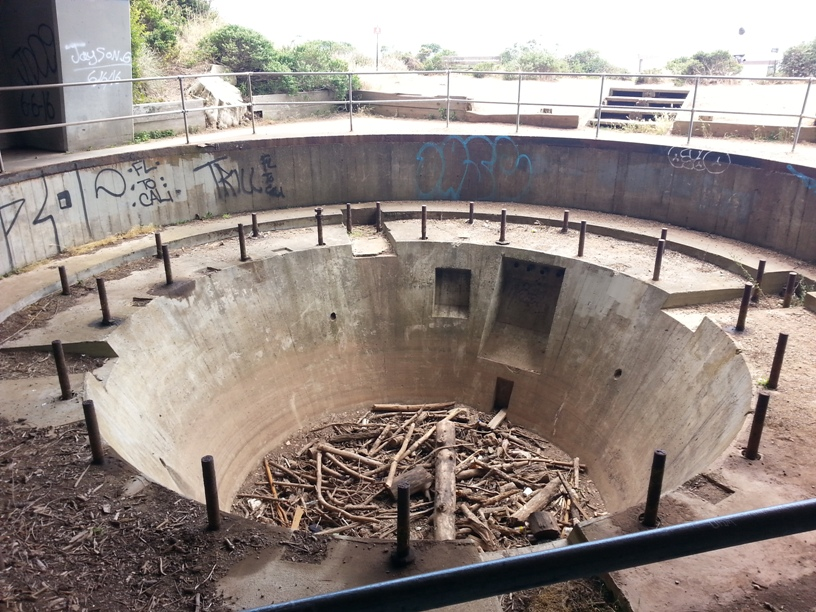
Місце для встановлення 16-дюймової гармати, батарея 129, форт Беррі, Марін Хедлендс, штат Каліфорнія
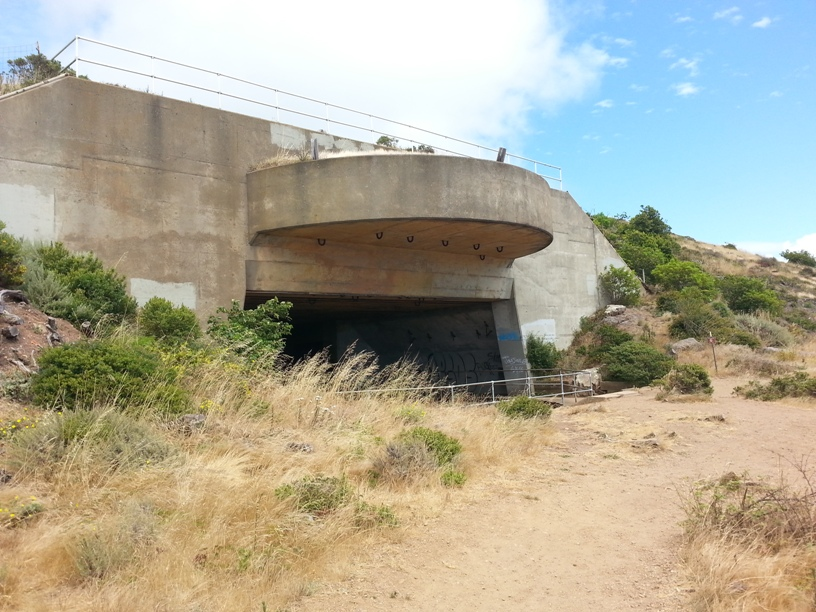
Каземат 16-дюймової гармати, батарея 129, Марін Хедлендс, штат Каліфорнія
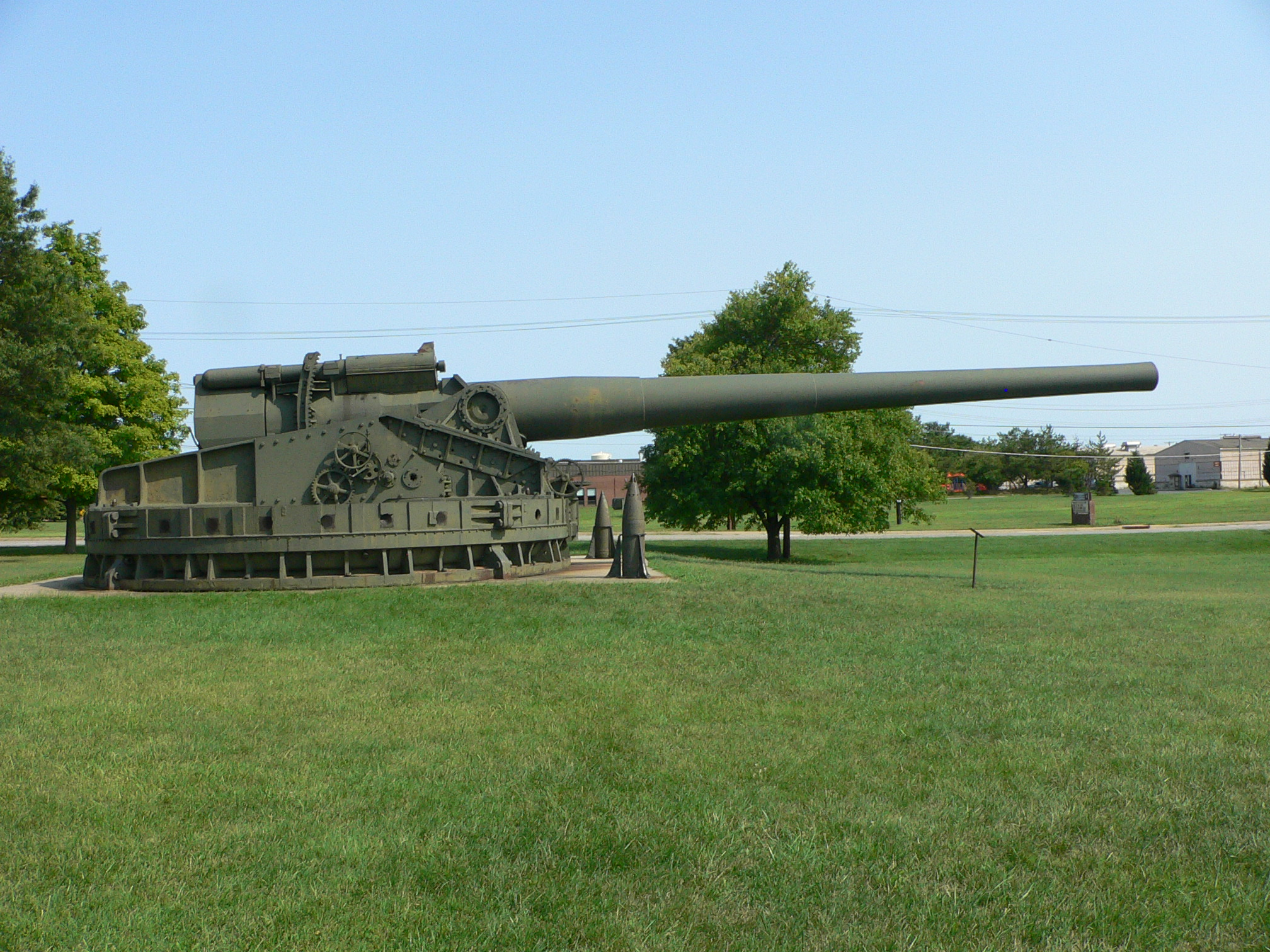
16-дюймова/50 гармата Mark 3 на випробувальній установці, Абердинський випробувальний полігон, Меріленд
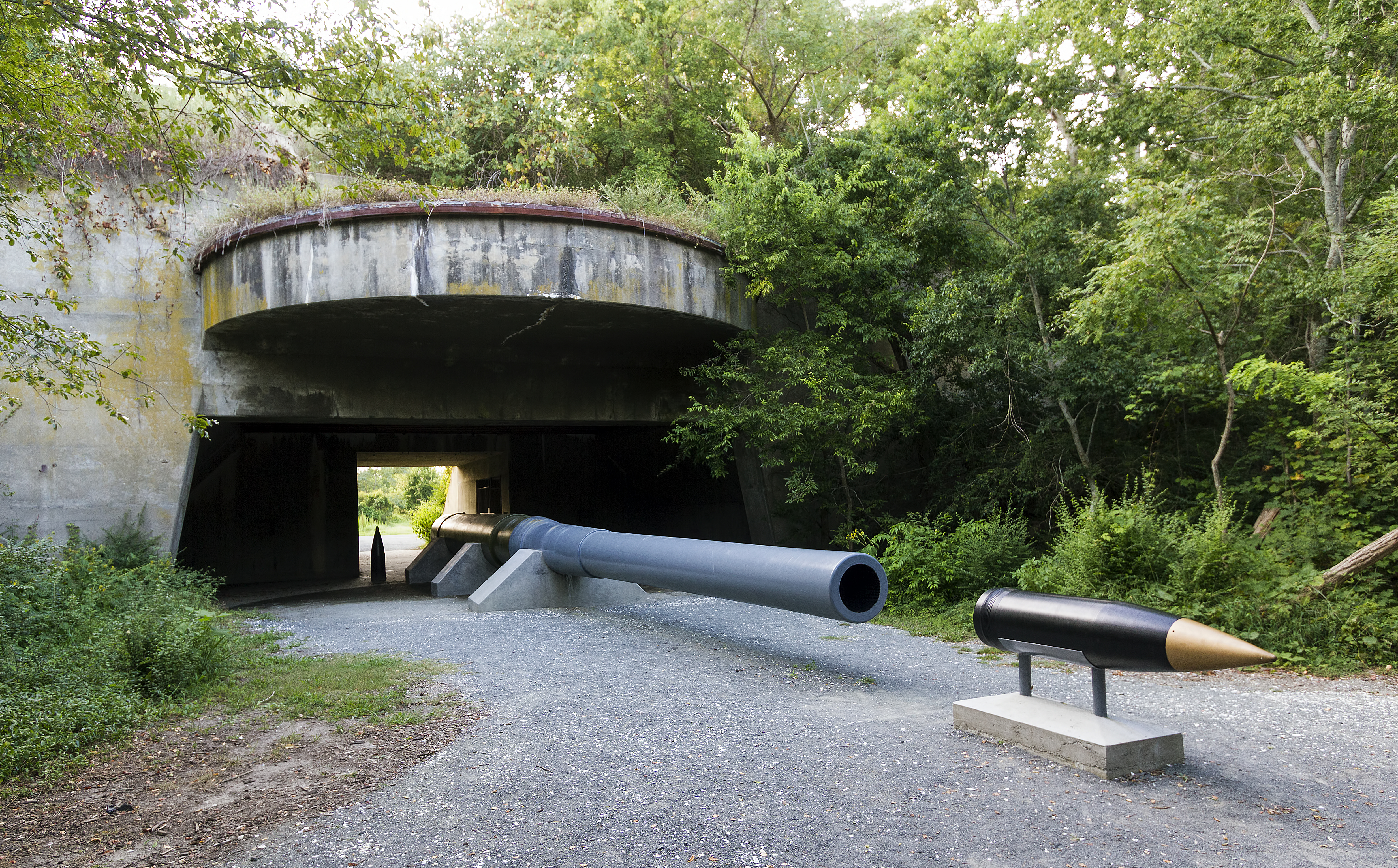
16-дюймова/50 гармата Mark 7 та снаряд перед установкою часів Другої світової війни для гармат Mark 2 у форті Джона Кастіса (авіабаза мис Чарльз), Вірджинія
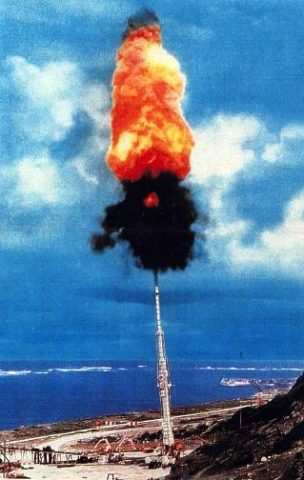
Постріл з гармати на Барбадосі під час випробувань проєкту висотних досліджень
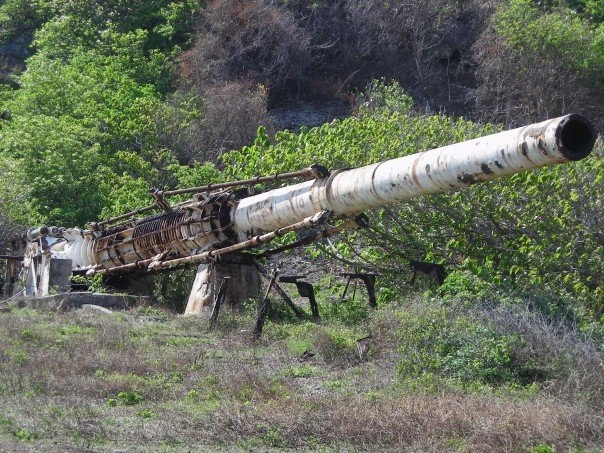
Покинута гармата проєкту висотних досліджень на Барбадосі

### Журнали
- ((United States, Office of the Assistant Secretary of Defense (Manpower, Reserve Affairs, and Logistics))) (1939). Defense Industries. Defense Management Journal. Washington D.C.: War Department. 2—4. ISSN 0011-7595.